# Everything but the Girl
Az Everything but the Girl egy kéttagú brit együttes. 1982-ben alakította Tracey Thorn és Ben Watt Hullban. Watt és Thorn házastársak. A magánéletükről nagyon keveset beszélnek, így nem tudjuk pontosan mikor házasodtak össze, jelenleg Észak-Angliában laknak és van két ikerlányuk és egy fiuk. Ben Watt DJ-ként is hírnevet szerzett magának. 2000 óta nem léptek fel nyilvános helyen.

## Stílus
Indie-pop zenét játszanak, de Temperamental című albumuk már egészen trip-hop jellegű.

## Tagok

### Tracey Thorn
Tracey Anne Thorn 1962. szeptember 26-án született. Énekesnő és dalszövegíró, Hatfordshire-ben nőtt fel és a Hulli Egyetemen tanult. Karrierjét a Marine Girlsben kezdte (az együttes két albumot adott ki: Beach Party és Lazy Ways) gitárosként és vokálosként. A Marine Girls feloszlott mikor Thorn az Everything but the Girlre kezdett koncentrálni. Kipróbálta magát szólóban is, ekkor született meg az A Distant Shore és az Out of the Woods című album. A magyar The Unbending Trees egyik dalában is közreműködött.

### Ben Watt
Ben Watt 1962. december 6-án látta meg a napvilágot Nagy-Britanniában. DJ, előadó, producer. Lemezei: North Marine Drive, Lazy Dog, Buzzin’ Fly (Vol.1.), Buzzin’ Fly (Vol.2.), Buzzin’ Fly (Vol.3.), Buzzin’ Fly (Vol.4.), Outspoken, In the Mix. Olyan előadókkal és együttesekkel dolgozott együtt, mint például Sade, Maxwell, Chicane, Deep Dish, Roni Size, Adam F.

## Az Everything but the Girl
Az együttes Hullban alakult, egy reklámbeli viccből választották nevüket. A Night and Day című kislemezzel debütált, 1982 júniusában. Ezt követte az Eden című nagylemez, majd megjelentek a Mine és a Native Land című kislemezek. Az első slágerük a dzsesszes jellegű Each and Everyone volt.
1985-ben jelent meg az újabb stúdióalbum, Love Not Money címmel. A Kid című dal fontos politikai kérdéseket vet fel, a Sean című dal fő témái az észak-írországi problémák, az Ugly Little Dreams pedig a férfiaknak az intelligens nőkkel való magatartását taglalja.
A következő évben kiadták a Baby the Stars Shine Bright című albumot, aminek a dalait egy zenekar segítségével vették fel. Az első kislemez a Come On Home volt, ezt követte a Don't Leave Me Behind. A dzsesszes hangzást felváltotta a post-rock.
1988-ban jelent meg Idlewild című albumuk és az I Don't Want to Talk About It című kislemez, ami egy Rod Stewart-sláger feldolgozása. 1990-ben új album jelent meg, The Language of Life címmel. A producer Tommy Lipuma volt. Egy szaxofon-szóló erejéig Stan Getz is feltűnt az albumon.
Ezután megjelent az Acoustic című lemez, ami tartalmazta a Time After Time-ot és a Tougher Than Restet. Közben 1993-ban megjelent egy kislemez, The Only Living Boy in New York címmel.
Az együttes ezután 1994-ben kiadta az Amplified Heartot. A producer Todd Terry volt, ő készítette el a Missing remixváltozatát, ami óriási világsikernek örvendhetett.
1996-ban a Walking Wounded, 1999-ben a Temperamental, 2003-ban a Like the Deserts Miss the Rain című albumuk jelent meg. 2006-ban két válogatáslemezük készült (The Platinum Collection, Adapt or Die), majd 2007-ben is egy (The Works a 3 CD Retrospective).

## Diszkográfia

### Albumok
| Év   | Album                                                 |
| ---- | ----------------------------------------------------- |
| 1984 | Eden                                                  |
| 1985 | Love Not Money                                        |
| 1986 | Baby the Stars Shine Bright                           |
| 1988 | Idlewild                                              |
| 1990 | The Language of Life                                  |
| 1991 | Worldwide                                             |
| 1992 | Acoustic                                              |
| 1992 | Essence & Rare 82-92                                  |
| 1993 | Home Movies                                           |
| 1994 | Amplified Heart                                       |
| 1996 | Walking Wounded                                       |
| 1996 | The Best of Everything but the Girl                   |
| 1999 | Temperamental                                         |
| 2001 | Back to Mine, an EBTG compilation of Chill Out tracks |
| 2003 | Like the Deserts Miss the Rain                        |
| 2006 | Adapt or Die: Ten Years of Remixes                    |
| 2006 | The Platinum Collection                               |
| 2007 | The Works a 3 CD Retrospective                        |
| 2023 | Fuse                                                  |

### Kislemezek
| Év    | Dal                                                   | Album                               |
| ----- | ----------------------------------------------------- | ----------------------------------- |
| 1983  | Night and Day                                         | —                                   |
| 1984  | Each and Every One                                    | Eden                                |
| 1984  | Mine                                                  | —                                   |
| 1984  | Native Land                                           | —                                   |
| 1985  | When All's Well                                       | Love Not Money                      |
| 1985  | Angel                                                 | Love Not Money                      |
| 1986  | Come On Home                                          | Baby, the Stars Shine Bright        |
| 1986  | Don't Leave Me Behind                                 | Baby, the Stars Shine Bright        |
| 1988  | These Early Days (remix)                              | Idlewild                            |
| 1988  | I Always Was Your Girl                                | Idlewild                            |
| 1988  | I Don't Want to Talk About It                         | Idlewild                            |
| 1988  | Love Is Here Where I Live                             | Idlewild                            |
| 1990  | Driving                                               | The Language of Life                |
| 1990  | Take Me (Hamblin remix)                               | The Language of Life                |
| 1991  | Old Friends                                           | Worldwide                           |
| 1991  | Twin Cities (Wildwood remix)                          | Worldwide                           |
| 1994  | Rollercoaster                                         | Amplified Heart                     |
| 1994  | Missing                                               | Amplified Heart                     |
| 1995  | Missing (Todd Terry remix)                            | Amplified Heart                     |
| 1996  | Walking Wounded                                       | Walking Wounded                     |
| 1996  | Wrong                                                 | Walking Wounded                     |
| 1996  | Single                                                | Walking Wounded                     |
| 1996  | Driving (remix)                                       | The Best of Everything but the Girl |
| 1997  | Before Today                                          | Walking Wounded                     |
| 1998  | The Future of the Future (Stay Gold) (a Deep Dishsel) | Temperamental                       |
| 1999  |                                                       | Temperamental                       |
| Blame |                                                       | Temperamental                       |
| 2000  | Temperamental                                         | Temperamental                       |
| 2000  | Lullaby of Clubland                                   | Temperamental                       |
| 2001  | Tracey in My Room (Soul Vision vs. EBTG néven)        | —                                   |
| 2002  | Corcovado                                             | Like the Deserts Miss the Rain      |